# Abala (Éthiopie)
Pour les articles homonymes, voir Abala.
Abala (ou Shiket) est une ville située dans le nord-est de l'Éthiopie, dans la Zone Administrative 2 de la région Afar. Elle se trouve à une altitude de 1 482 mètres. Elle est le chef-lieu du woreda d'Abala.
Elle compte 14 470 habitants au recensement de 2011.